# Éleslátás az Írásokból
Az Éleslátás az Írásokból egy keménykötésű, bibliai referenciákat tartalmazó kétkötetes könyv, melyet a Watch Tower Bible and Tract Society of Pennsylvania adott ki 1988-ban.

## Bibliográfiai adatok
Mindkét kötet pontosan 1280 oldalas; az első Árontól és Józsuéig, a második Jehovától Zuzimig tartalmazza a referenciákat betűrendben.

## Tartalma
A könyv színes illusztrációkat, rajzokat, fényképeket, táblázatokat, térképeket és más vizuális segédeszközöket tartalmaz. Továbbá részletesen elemzi a bibliai témákat. Kifejtik a Biblia álláspontját a szerzők értelmezésében olyan dolgokban, mint a halál, a könyörület. Azonban nincsenek benne fejezetek a Szent Háromságról, teológiáról vagy az apostolok öröksége doktrínáról – arra hivatkozva, hogy ezekre nincs közvetlen utalás az eredeti szövegekben. 
Hivatkozások vannak a Watch Tower Bible and Tract Society of Pennsylvania társaság által készített egyéb kiadványokra is.
A Biblia összes könyvéről – leszámítva az apokrif iratoknak tartott deuterokanonikus könyveket – részletes cikket találunk benne.

## Jelentősége a szervezetben
Ez a könyv felváltotta az elavulttá váló Segítség a Biblia megértéséhez (Aid to Bible Understanding) könyvet, amelyet Jehova Tanúi adtak ki.
Az egyház tagjai sajátos nyelvén csak „Éleslátás”-nak hívják a könyvet.

## Lásd még
- Jehova Tanúi
- Magyarországi Jehova Tanúi Egyház